# Gabriel Boissy
Gabriel Boissy, né le 26 février 1879 au Lonzac (Corrèze) et mort le 23 septembre 1949 à Biot (Alpes-Maritimes), est un écrivain, journaliste, rédacteur en chef de Comœdia et critique théâtral français.

## Biographie

### Éducation
Gabriel Boissy est né au Lonzac le 26 février 1879 dans une famille d'origine modeste. Il fait ses études secondaires au collège de Treignac et aux lycées de Tulle et de Vitry-le-François.
Au début des années 1900, il vient à Paris où il suit les cours de la Sorbonne, du Collège de France et de l'École du Louvre.

### Passion pour le théâtre

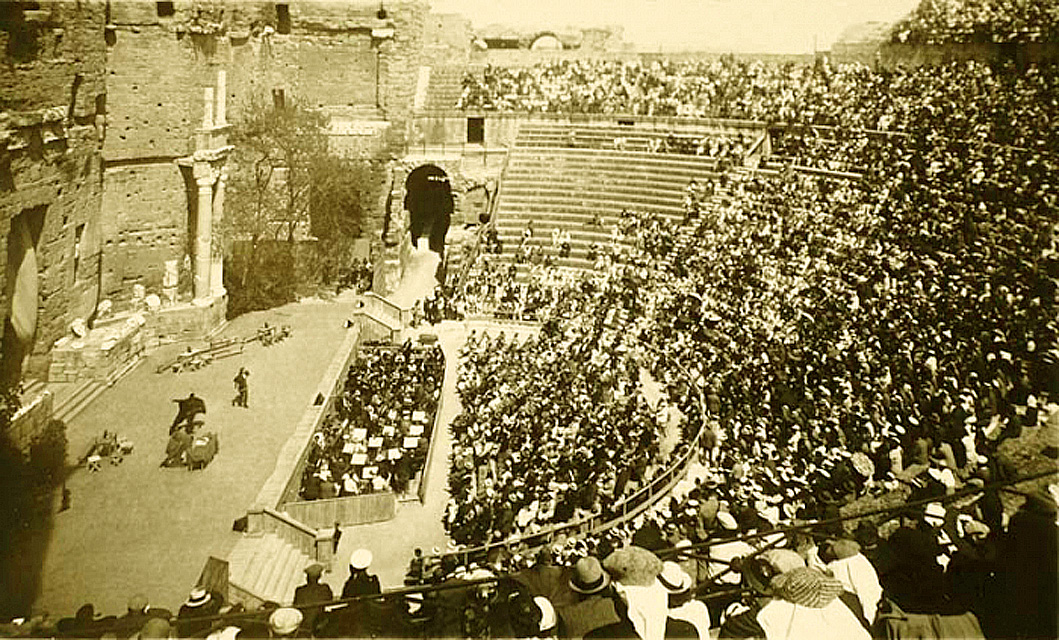
Chorégies d'Orange en 1920.

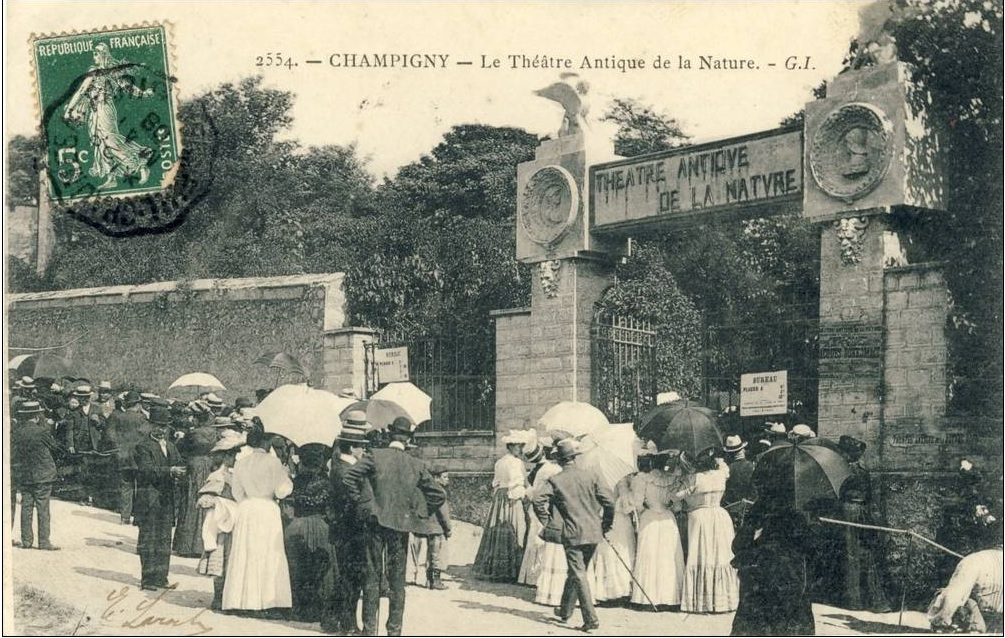
Théâtre antique de la nature à Champigny, fondé par Albert Darmont en 1905 avec Gabriel Boissy.

En 1902, Gabriel Boissy rencontre Paul Mariéton, un écrivain français de langue d'oc, qui l'introduit aux Chorégies d'Orange – un festival d'opéra et de musique classique qui a lieu chaque été au théâtre d'Orange. Gabriel Boissy devient la cheville ouvrière du mouvement artistique et politique de la refondation de théâtre et l'animateur des fêtes dramatiques d'Orange. Il aide à transformer ces fêtes locales et épisodiques en manifestations régulières et exceptionnelles.
Passionné de théâtre, il est également un organisateur, même un entrepreneur de spectacles et le défenseur du théâtre de plein air. Gabriel Boissy fonde de nombreux théâtres de la nature enracinés dans la tradition grecque. Il crée, avec l'acteur et auteur dramatique Albert Darmont, le Théâtre antique de la nature de Champigny et, avec le Docteur Charry, ceux de Toulouse, Pamiers, Carcassonne et quelques autres.

### Carrière de journaliste
Gabriel Boissy commence sa carrière en tant que secrétaire d'Henri Monod, un haut fonctionnaire bibliophile, directeur de l'hygiène publique.
Il débute dans la critique théâtrale en collaborant à plusieurs revues et journaux mondains. Il fait la critique dramatique à Excelsior. Au début de 1914 il intègre la rédaction de Comœdia, dont il devient le rédacteur en chef en 1925 et où il reste jusqu’à sa retraite. Il dirige également L'Album comique, périodique illustré de l'art théâtral qui parait de 1907 à 1909, et est chroniqueur au Mercure de France.
Pendant ses dernières années, Gabriel Boissy partage avec l'écrivain Louis Giniès la direction de la revue Le Feu. Cela lui permet de retrouver les survivants du groupe d'écrivains et d'artistes avec qui il a collaboré pendant de longues années.[réf. incomplète]

### Grande Guerre et flamme sous l'Arc de Triomphe

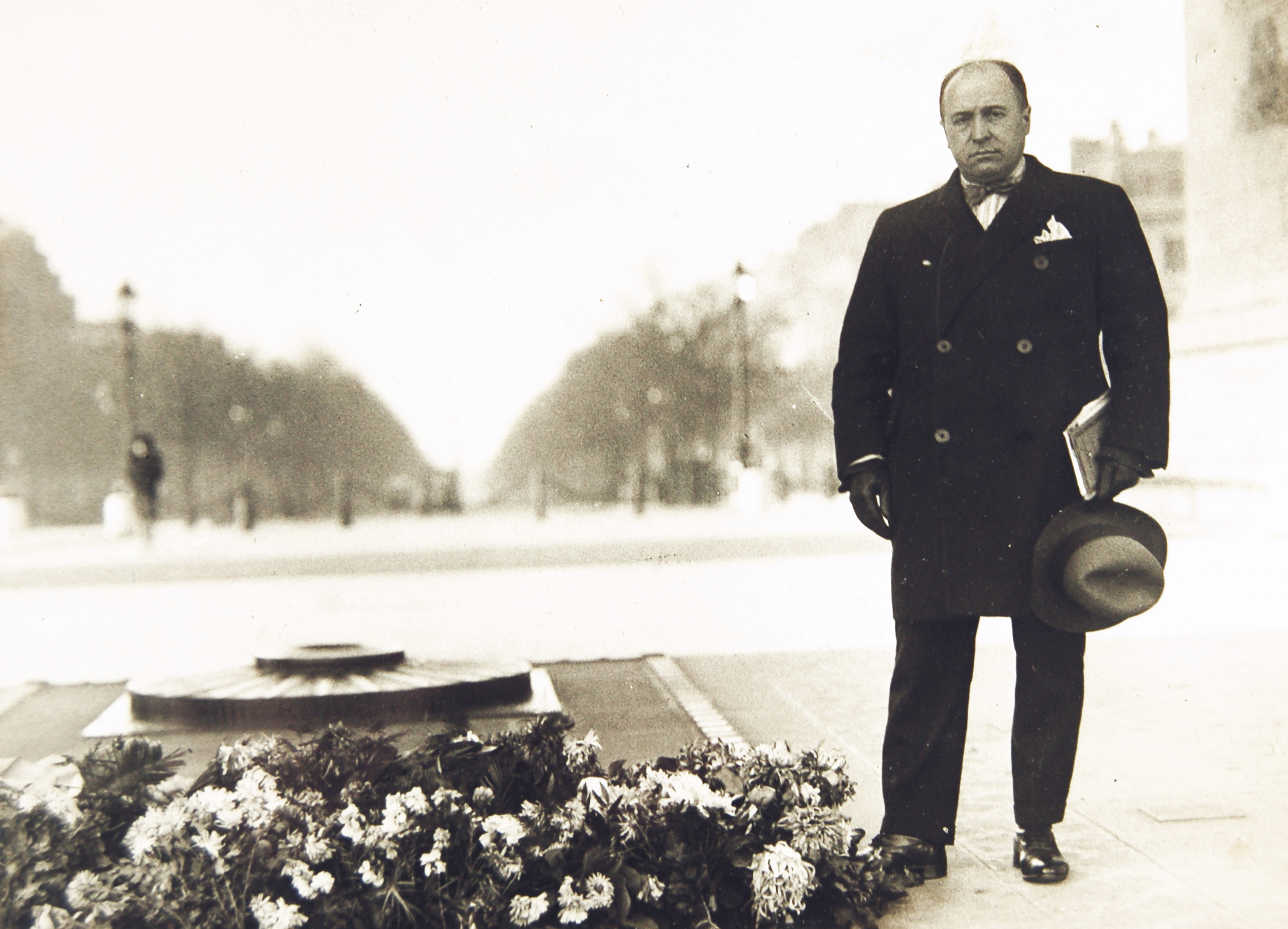
Gabriel Boissy à côté de la tombe du Soldat inconnu.

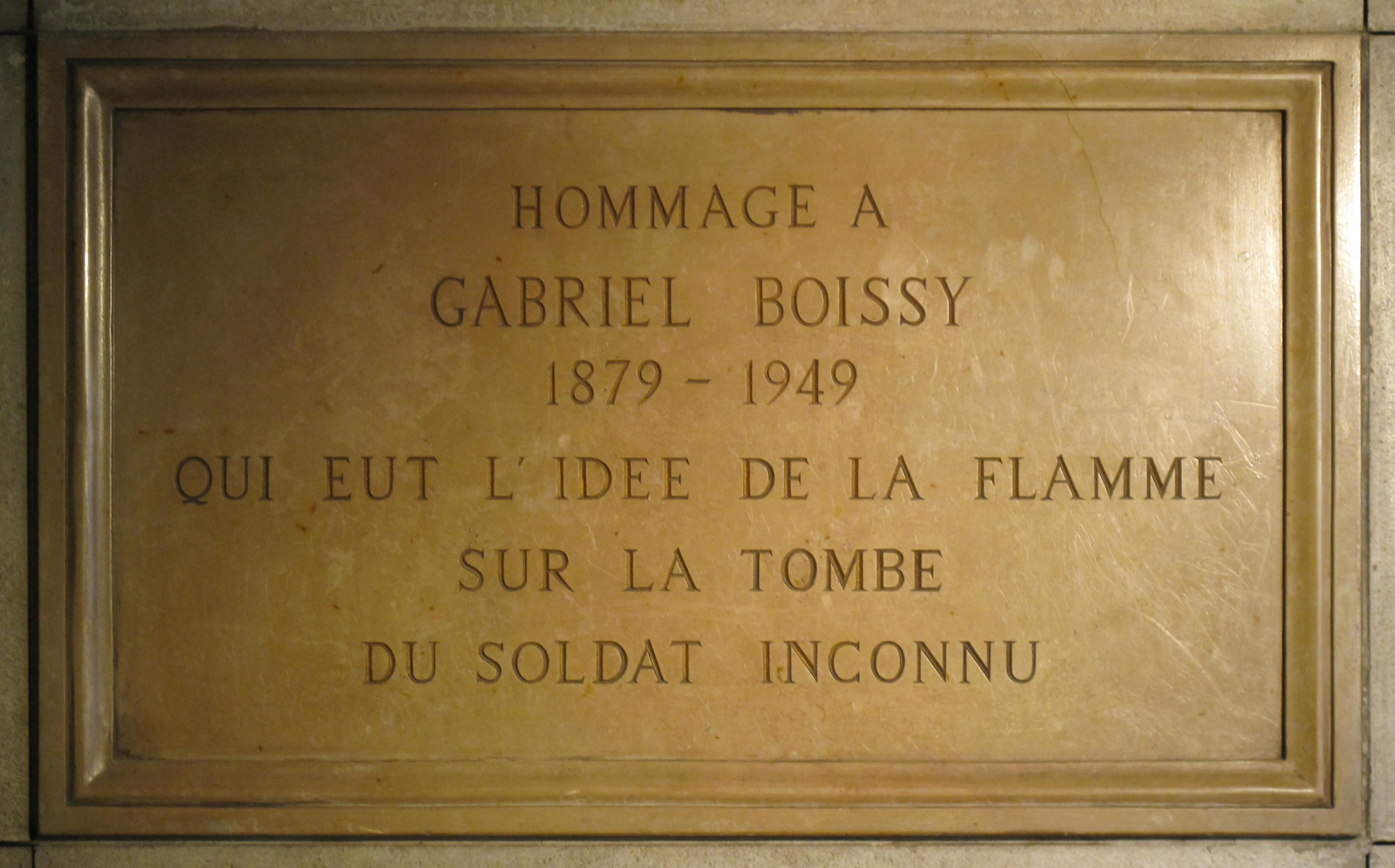
Plaque en mémoire de Gabriel Boissy dans le passage du Souvenir.

Gabriel Boissy prend part à la Première Guerre mondiale en tant que caporal au 81e régiment d'infanterie. Il combat à Verdun tout en maintenant une activité de journaliste. Il est sérieusement blessé.
Tout de suite après la guerre, alors qu'il est chef des informations à L'Intransigeant, c'est lui qui, avec le sculpteur Grégoire Calvet, a l'idée de la flamme qui brûle en permanence sous l'Arc de triomphe à la tombe du Soldat inconnu pour rappeler le sacrifice et le souvenir des soldats.
Gabriel Boissy propose : « Il faudrait qu'une lumière marquât constamment ce lieu symbolique. [...] Non point une lumière électrique, sèche, fixe et froide, qui se confondrait avec le luminaire environnant… mais, suspendue à un fil invisible ou supportée par un trépied massif, une flamme dansante, une petite flamme palpitante, émergeant d'une lampe d'argile garnie de l'huile traditionnelle. » Cette idée, inspirée des cimetières italiens, soulève l'enthousiasme général.
Le 11 novembre 1923 la Flamme du souvenir sur la tombe du Soldat inconnu est allumée pour la première fois par le ministre de la Guerre, André Maginot. Depuis ce jour, à l'appel de Jacques Péricard, la flamme est ravivée chaque soir, à 18 h 30, par une association d'anciens combattants. 
Dans le passage du Souvenir, passage souterrain sous l'Arc de triomphe, se trouve une plaque commémorative en l'honneur de Gabriel Boissy.

### Seconde Guerre mondiale
À la fin de la représentation de l'Œdipe roi au théâtre d'Orange en 1939, à la veille de la Seconde Guerre mondiale, Gabriel Boissy dit : « Nous allons voir des horreurs. Œdipe, lui, est plus sage que nous : il s'est crevé les yeux ! » Il comprend tout de suite la gravité de la situation malgré les propos optimistes et légers du diplomate Jean Giraudoux, chargé de combattre la propagande de Joseph Goebbels. Ayant de nombreux amis italiens, il se rend compte de la puissance de la pression hitlérienne sur Mussolini. Pourtant, même s'il reste anti-allemand, il défend l'Italie et prend position contre l'Angleterre car il ne veut pas faire la guerre à l'Italie.
Fin 1944, il figure sur la liste noire du CNE.

### Œuvre
Les œuvres principales de Gabriel Boissy sont les suivantes : La dramaturgie d'Orange (B. Grasset, 1907), Pensées choisies des rois de France (B. Grasset, 1920), Stances du mortel sourire : Psalmodies pour rêver (Éditions Flammarion, 1930), Le secret de Mistral : essai sur les bases celtiques et méditerranéennes d'une esthétique française (Éditions du Siècle, 1932), L'art de gouverner selon les rois de France, tiré de leurs œuvres, lettres, mémoires, écrits divers, et précédé d'une. Introduction à la sagesse de France (B. Grasset, 1935), Prophéties pour la France (F. Sorlot, 1940), Les deux amours d'Agnès Sorel : chronique des dames du XVe siècle (Éditions de la Couronne, 1947). En plus de cela il a écrit un millier d'articles de journaux.
Une partie de ses œuvres est consacrée à l'histoire. Pensées choisies des rois de France publié en 1920 est un volume mémorial, une anthologie importante pour les historiens. Dans son livre L'Art de gouverner selon les rois de France paru en 1934, Gabriel Boissy présente une réflexion sur toutes sortes de déformations politiques et historiques qui ont eu lieu en France, et conclut en disant que les monarques français étaient tous fidèles à la continuité de leur mission de constituer et maintenir leur pays. Son livre Prophéties pour la France publié en 1940 a aussi une orientation historique et politique. Stances du mortel sourire, paru en 1930, est un livre de poésie. Ce volume ne fait que cinquante pages, mais pour atteindre un style parfait, une facture impeccable, Gabriel Boissy y travaille pendant vingt ans. Il choisit des mots simples mais chargés de sens et de pouvoir évocateur. Malheureusement, ses œuvres n'ont jamais connu de gros tirages.
Il est aussi traducteur. Il traduit Jules César de Shakespeare pour les arènes de Lutèce (1937), Œdipe-Roi de Sophocle pour le théâtre d'Orange (1941), et Les Troyennes de Sénèque pour le palais de Chaillot (1942).
Gabriel Boissy a fait également une adaptation libre en cinq actes de La tragique histoire du docteur Faust de Marlowe pour la radio ainsi qu'une adaptation de Clavigo, une pièce de théâtre écrite par Goethe.

### Personnalité
Gabriel Boissy est nommé chevalier dans l'Ordre national de la Légion d'honneur en 1921, puis promu officier en 1926. Il était admiré par ses amis et ses collaborateurs pour son intelligence, son patriotisme, son enthousiasme et son « âme du [sic] poète »  comme l'a dit le journaliste Max Frantel. Henry Ruffin l'a appelé « prince de l'humanisme » dans le Journal de Genève. Gabriel Boissy était un vrai passionné de théâtre et de philosophie politique. Ces sujets pouvaient le conduire à s'enflammer.
En tant que rédacteur en chef de Comœdia, il savait bien distribuer le travail et tirer de chacun son maximum, en accordant sa confiance et en encourageant les idées d'articles.
En 1934, il est victime d'un grave accident de voiture à Sion. Son compagnon Pierre Plessis et lui sont tous les deux gravement blessés, mais Gabriel Boissy insiste pour que les médecins s'occupent d'abord de son ami.
Quand Gabriel Boissy est tombé gravement malade, Aga Khan lui a envoyé son médecin. Gabriel Boissy a été touché par ce geste et l'a remercié, mais Aga Khan a dit qu'il ne faisait que rendre le savoir et le plaisir qu'il avait trouvé dans ses livres.
L'esprit méditerranéen a marqué sa vie et son œuvre. Gabriel Boissy adorait la Méditerranée pour sa beauté et son climat tempéré qui a favorisé la naissance de la civilisation. Il était un grand passionné de la Grèce – il a même manifesté le désir que son cœur y soit transporté après sa mort, placé dans une urne en marbre de Pentélique – et pouvait lire les grands auteurs grecs dans le texte. En ses jeunes années, en rentrant à Paris par l'omnibus, Gabriel Boissy grimpait à l'impériale et se mettait à rugir les passages d'Œdipe-Roi de Sophocle. Il le faisait avec tant d'expression que le cocher arrêtait l'omnibus en croyant qu'il s'était passé quelque chose de grave et tout le monde sur la route croyait qu'il y avait eu un accident.

### Fonds Gabriel Boissy à la bibliothèque Méjanes d'Aix-en-Provence

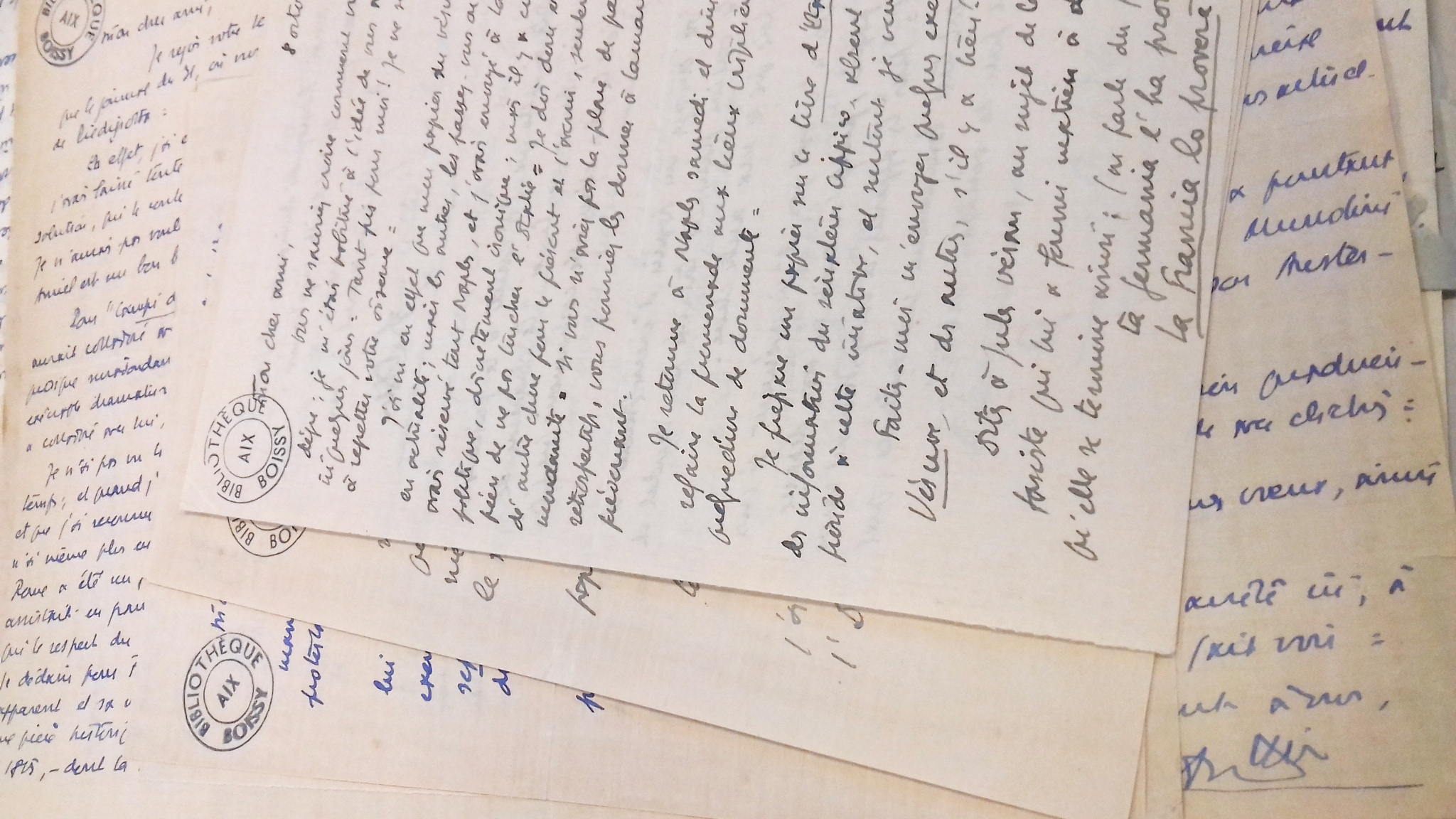
Correspondance de Gabriel Boissy à la bibliothèque Méjanes.

Au cours de sa vie, Gabriel Boissy a réuni une riche bibliothèque : 16 000 volumes, essentiellement du XXe siècle, dont les sujets principaux sont le théâtre et la littérature, mais aussi histoire, philosophie, art et musique ; de nombreux romans contemporains français et étrangers dont la plupart des volumes sont des premières éditions dédicacées par les auteurs ; quelques manuscrits et incunables ainsi que des livres rares et précieux, par exemple, la première édition des Œuvres de Maistre Alain Chartier (1617) ou l'édition originale de De l'esprit d'Helvétius avec les arrêts de la Cour de parlement portant condamnation de l'ouvrage (1758) ; collections de journaux et de revues ; correspondance personnelle avec les principales personnalités de l'entre-deux-guerres et des dossiers d'articles, brochures, coupures de journaux, photographies, etc.
En 1949, la valeur de cette bibliothèque a été estimée à 4 950 000 francs. Bruno Durand, conservateur de la Méjanes, dans un rapport avec l'inventaire sommaire de la bibliothèque de Gabriel Boissy, l'appelle « une œuvre d'art et le chef-d'œuvre d'une vie de travailleur ».
En 1948, avec sa femme, Marie Rosine Charlotte Boissier (le couple s'est marié en 1915), ils décident de donner cette bibliothèque à la ville d'Aix-en-Provence où Gabriel Boissy comptait s'installer pour y finir ses jours, un projet qu'il n'a pas pu réaliser. La ville d'Aix-en-Provence était d'accord pour loger Gabriel Boissy et sa femme dans le pavillon Blachet du parc Jourdan en échange du legs de son importante bibliothèque et de sa précieuse correspondance.
Actuellement le fonds Gabriel Boissy fait partie des collections patrimoniales de la bibliothèque Méjanes, la bibliothèque municipale de la ville d'Aix-en-Provence.

### Mort et sépulture
Gabriel Boissy meurt le 23 septembre 1949 à Biot, où il s’était retiré dans sa villa qu'il avait nommé « Les Cyprès » avant le déménagement à Aix-en-Provence. Il est inhumé au cimetière de Souvignargues dans le Gard, le village natal de Marie Boissier, son épouse,,.
Son tombeau est resté longtemps ignoré. En 2011, lors de la commémoration de l'armistice du 11 novembre, sa tombe est découverte en état d'abandon. Elle est alors rénovée et inaugurée le 11 novembre 2012. Depuis ce jour, chaque année une cérémonie avec dépôt de gerbe sur la tombe a lieu le 11 novembre. Elle est organisée par la municipalité de Souvignargues et rassemble outre la population du village, les anciens combattants, le Souvenir français et l'Association des Gueules cassées,,.